# Mátyás István Mundruc
Mátyás István „Mundruc” (Magyarvista, 1911 – Magyarvista, 1977) táncművész,  Erdély kalotaszegi Nádasmente tájegységének legkiválóbb néptáncos egyénisége.

## Élete
A kalotaszegi Nádasmentén, Magyarvistán született 1911-ben.
1936-ban, huszonöt éves korában Kolozsvár-on mutatták be a Szentimrei-féle Csáki báró lánya balladajátékot, amelyen kitűnt csodálatos virtuóz táncjátékával. Ez indította el pályáján.
Tánctudására a táncfolklorisztika is korán felfigyelt (1941-ben Molnár István, majd Martin György, aki a róla összegyűjtött anyag alapján megírta monográfiáját is. (A kézirat kiadását azonban Martin hirtelen halála megakadályozta, csak 40 évvel később jelent meg.) 1942-től virtuóz táncjátékát többször is filmre vették. Tánca a Táncházmozgalom és az 1992-es tánctábor által vált ismertté és terjedt el.
Mátyás István Mundrucnak még akkor sikerült elsajátítania szűkebb szülőföldje, a kalotaszegi Nádasmente táncfolklórját, amikor ott a néptánc hagyományok egysége még nem bomlott fel.
Rendkívüli táncszeretete, s erre való fogékonysága, valamint nyílt természete folytán azonkívül, hogy kiválóan megtanulta a Kalotaszeghez tartozó Nádasmente legnehezebbnek tartott táncfajtáját, a Legényes-t, hanem annak „alkotáslélektani” folyamatát is pontosan át tudta adni.
Virtuóz táncjátékával bejárta Románia és Magyarország sok települését; fellépett például Bukarestben és Budapesten is, de az 1970-es években a TV Kaláka című műsorában is.
Mátyás István "Mundruc" és Martin György "Tinka" tánc- és zenegyűjtő együttműködésének állít emléket a Mundruc című, 1997-es dokumentumfilm.
Sírhelyét 2011-ben, születése 100. évfordulójára felújították.